# Cadillac CT4
La Cadillac CT4 è un'autovettura prodotta dalla casa automobilistica statunitense Cadillac dal 2020.

## Profilo e contesto
È una rivisitazione della Cadillac ATS, presentata in due modelli: la CT4-V il 30 maggio 2019 e la CT4 standard quattro mesi dopo. La CT4 viene assemblata nello stabilimento di Lansing nel Michigan. La CT-4 è il modello più economico rispetto alla CT5, nella rinnovata gamma Cadillac. È in vendita dall'inizio del 2020 negli Stati Uniti.

## Motorizzazioni

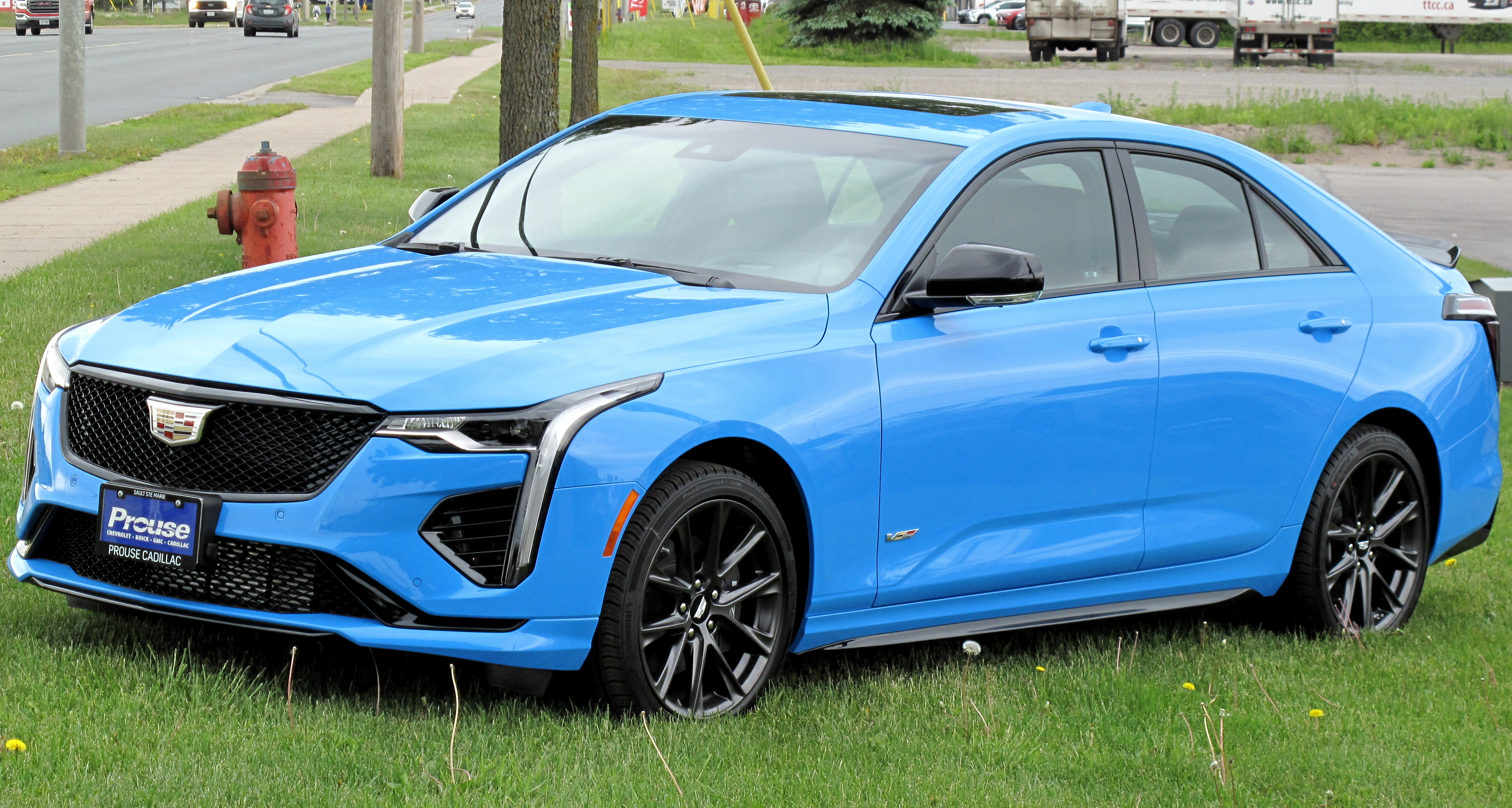
CT4-V

Il motore base è un quattro cilindri turbocompresso da 2,0 litri che produce 237 CV e 350 Nm di coppia. La Premium Luxury monta invece un turbo a quattro cilindri in linea da 2,7 litri che produce 310 CV e 475 Nm di coppia. Nel 2023, in Cina viene introdotto un nuovo motore base di gamma, un quattro cilindri turbocompresso da 1,5 litri che produce 208 CV 270 Nm di coppia.

## CT4-V
Cadillac ha presentato la variante ad alte prestazioni, la CT4-V, il 30 maggio 2019 insieme alla CT5-V per sostituire l'ATS-V. È alimentato da un quattro cilindri in linea turbocompresso da 2,7 litri che produce 325 CV e 515 Nm di coppia.

## CT4-V Blackwing
La CT4-V Blackwing è la versione più potente della CT4-V; è alimentato da un motore V6 biturbo da 3,6 litri, che produce 472 CV e 603 Nm di coppia. Viene dotato di serie con un cambio manuale Tremec a 6 velocità ed è disponibile anche con un automatico a 10 velocità. Cadillac dichiara un tempo da 0 a 60 mph (0-97 km/h) in 3,9 secondi con il cambio automatico e 4,2 con il cambio manuale, una velocità massima di 189 mph (304 km/h) e il 1/4 di miglio coperto in 12,14 secondi con velocità d'uscita di 117 mph (188 km/h).